# WDR 2

Logo de 1996 a 2012

WDR 2 es la emisora de la WDR dirigida a un formato adulto contemporáneo, con noticias regionales y magazines al estilo de BBC Radio 2.

## Historia

### Inicios
WDR nace el 1 de enero de 1956, como reemplazo de la emisora NWDR West que transmitía en Colonia, primero en AM, hasta 1960, cuando empieza a transmitir en FM. En ese entonces transmitía solo programación regional y noticias, siendo su primer programa Zwishen Rhein und Wesser, que es actualmente el más antiguo de la cadena. Cuando nace se convierte en una emisora de carácter eminentemente musical. Su primer director fue Dieter Thoma, quien permaneció un año en el cargo hasta 1957, siendo remplazado por Helmut Prinz, que venía de trabajar en la Saarlandischer Rundfunk, con el propósito de consolidar la segunda cadena de radio de la WDR, siendo uno de sus éxitos más recordados el inicio del Mittagsmagazin, llegando a tener una audiencia del más del 50% frente a la ya extinta WDR1 (hoy 1LIVE). Para ese entonces, no tuvo competencia pues no había emisoras comerciales.  Hacia los años 60 se destacan espacios informativos importantes y se convierte en radio local y regional, destacándose sus desconexiones locales y el Morgenmagazin, que comienza a emitirse el 13 de febrero de 1967 y contando con la moderación de Gisela Marx y Reinhard Münchenhagen.
Hacia los años 70, los magazines sobre rock y algunos programas juveniles tuvieron importancia destacada en la cadena, en especial Schwingungen y Rock (ambos moderados por Winfried Trenkler), Schlagerrallye (moderado primero por Wolffgang Neumann y después por Robert Treutel y Wolffgang Roth, quienes después pasan a WDR1) y Yesterday con Roger Handt, espacio que continúa al aire. 
Hacia los años 80 y comienzos de los 90 crean el programa Sport und Musik, en donde relatan los eventos deportivos (en especial los partidos de la Bundesliga) mientras que ponen los éxitos musicales, sirviéndose de inspiración a diferentes emisoras de todo el mundo. Para ese mismo tiempo, empieza a perder audiencia y entra en crisis, por la entrada de diversas emisoras comerciales a nivel local.

### Reformateo y cambios en los años 90
Su reformateo a formato adulto contemporáneo se da hacia mediados y finales de los años 90, cuando muchos espacios que tenía WDR1 (hoy 1 LIVE) se transladan a otras emisoras de la cadena. Este recibe los espacios MonTalk y Berichte von Heute (Boletín informativo integrado de la WDR, la NDR y Radio Bremen). Esos cambios se empiezan a sentir desde del 1 de abril de 1995, que llega con el lema Der Sender (En alemán, La Estación) que se mantiene hasta hoy. Al mismo tiempo, muchos de sus espacios informativos pasan a la WDR 5, entre ellos el Echo des tages. A finales de la misma década aparece el programa ZeitZeichen, empezando a tener audiencias. Ello va acompañado de un enfoque en los contenidos locales y la reorganización de los horarios de la programación, lo que lleva a una mejoría en audiencia, pero que compite de manera muy importante con las radios comerciales que apenas comenzaban a transmitir, en especial con la cadena Radio NRW (propiedad de RTL Group - Bertelsmann y el Grupo WAZ). Aun así logra aumentar su audiencia y fortalecer su programación, llegando a los casi 4 millones de oyentes al último semestre de 2010 que la escuchan a diario. 
En 1998 comienza el Nachrichtenmagazin, espacio noticioso que se emitía a cada hora entre las 08:00 y las 18:00, de lunes a viernes, mientras que el resto del tiempo, eran boletines conjuntos producidos por la WDR para todas sus emisoras. Componente esencial en comparación con el resto de los boletines de WDR fueron los boletines emitidos en vivo, sin ediciones, con el presentador y el periodista que realizó la nota, por lo que se ganaron el apodo de “O-Ton-Nachrichten”. Esos mismos boletines se suspendieron en 2001 para volver a ser emitidos en 1 LIVE.
Desde 2002, sus estudios se ubican en Wallrafplatz en pleno centro de Colonia, compartiéndolos con la WDR 4 y la WDR 5. Durante se mismo tiempo se renuevan los equipos de la emisora y se proporciona una identificación mejor de sus programas.
Desde el 2 de enero de 2011, como resultado de la reestructuración en la programación de los servicios nocturnos de la ARD, comparte sus días de programación del ARD-Popnacht con la NDR 2, transmitiendo algunos de los boletines de la NDR.
Además, en sus frecuencias de AM retransmite las sesiones del parlamento regional de Renania del Norte - Westfalia, por orden gubernamental.

## Frecuencias

### EnFM
- Aachen / Euregio: 100.8 FM
- Arnsberg: 99.4 FM
- Bad Oeynhausen: 99.1 FM
- Dortmund: 87.8 FM
- Eifel: 101.0 FM
- Erftkreis: 88.4 FM
- Höxter: 96.4 FM
- Ibbenbüren: 96.0 FM
- Lübbecke: 96.0 FM
- Kleve: 93.3 FM
- Kölner Bucht: 100.4 FM
- Köln: 98.6 FM
- Märkischer Kreis and Kreis Olpe: 93.5 FM
- Monschau: 94.2 FM
- Münsterland: 94.1 FM
- Oberbergischer Kreis: 91.8 FM
- Ostwestfalen: 93.2 FM
- Remscheid: 95.7 FM
- Rhein / Ruhr: 99.2 FM
- Rheinisch-Bergischer Kreis: 100.4 FM
- Sauerland: 102.1 FM
- Schmallenberg: 93.8 FM
- Siegerland: 101.8 FM
- Siegen: 97.1 FM
- Warburg: 91.8 FM
- Wittgensteiner Land: 92.3 FM
- Wuppertal: 99.8 FM

### EnAM
Por estas frecuencias se emiten también las sesiones del Landtag de Renania del Norte - Westfalia.
- Bonn: 774 AM
- Langenberg: 720 AM